# Omø - udvikling eller afvikling
|  | Denne artikel er oprettet af botten PalnaBot ud fra en ekstern database. Den kan derfor have sproglige fejl eller mangler. Denne skabelon kan fjernes efter kontrol af indholdet. |

Omø - udvikling eller afvikling er en film instrueret af Lars Gjødvad, Jens Bodholdt.

## Handling
Nogle øboeres forsøg på at skildre deres dagligdag - samt vilkår og muligheder for ø-samfundets fortsatte eksistens.